# Sekiro: Shadows Die Twice
Sekiro: Shadows Die Twice (セキロ：シャドウズ ダイ トゥワイス?, Sekiro: Shadouzu Dai Towaisu) è un videogioco di azione e avventura sviluppato da FromSoftware e pubblicato da Activision per Microsoft Windows, PlayStation 4 e Xbox One il 22 marzo 2019. Il gioco segue le vicende di uno shinobi, il "Lupo", mentre tenta di salvare il giovane signore a cui ha giurato fedeltà.
La parola Sekiro (隻腕の狼 Sekiwan no Ōkami) vuol dire “lupo con un solo braccio”. Il gioco ha vinto ai The Game Awards 2019 ottenendo il premio "Miglior gioco dell'anno 2019".

## Trama
Alla fine dell'era Sengoku, il potente e temuto samurai Isshin Ashina assume il controllo della terra di Ashina con la forza. In questo periodo, un orfano senza nome viene adottato dallo shinobi vagabondo noto come "Gufo", che lo addestra secondo la via degli shinobi e gli dà il soprannome di "Lupo". Venti anni dopo, Ashina è sull'orlo del collasso poiché l'ormai anziano Isshin è gravemente malato e il Governo centrale, che progetta di riunificare il Giappone, è sul punto di attaccare. Desideroso di salvare a tutti i costi il proprio clan, il nipote adottivo di Isshin, Genichiro, si mette alla ricerca dell'immortale "Erede Divino" Kuro, nella speranza di utilizzare il "Retaggio del Drago" presente nel suo sangue per creare un esercito immortale. Lupo, ora un esperto shinobi e guardia del corpo di Kuro, affronta Genichiro, ma viene sconfitto e vede mozzato il proprio braccio sinistro, mentre Genichiro rapisce il ragazzo. Tuttavia, poiché reso immortale egli stesso dal retaggio di Kuro, Lupo sopravvive e viene trovato da un ex-shinobi noto come lo Scultore, che lo guarisce e gli dona una Protesi shinobi per compensare l'assenza del suo braccio sinistro.
Per salvare Kuro, Lupo assalta il castello Ashina, ritrovandosi costretto al tempo stesso a fare i conti con il proprio passato: tre anni prima, il luogo di nascita di Kuro, la tenuta Hirata, venne messa a ferro e fuoco da dei banditi guidati dall'ex-maestra di Lupo, la Falena, intenzionata a rapire Kuro. Pur riuscendo a sconfiggerla, Lupo venne pugnalato alle spalle da un misterioso assalitore, sopravvivendo però grazie a Kuro, che condivise con lui il suo Retaggio del Drago. Nel presente, Lupo si scontra nuovamente con Genichiro e riesce a sconfiggerlo. Tuttavia, Genichiro sopravvive poiché aveva bevuto precedentemente una replica artificiale del Retaggio del Drago nota col nome di "Acque del Ristoro" e fugge. Kuro chiede quindi al Lupo di effettuare insieme a lui il rituale della Recisione Immortale, che risulterebbe nella morte del ragazzo e porrebbe definitivamente fine alle dispute e guerre legate alla sua immortalità. Lupo accetta con riluttanza e parte per recuperare i materiali necessari per il rituale. La sua missione lo porterà inoltre a incontrarsi con Isshin, che gli darà un nuovo nome: "Sekiro", il "lupo con una sola zampa".
Dopo aver recuperato tutti i componenti per il rituale, Sekiro viene bloccato dal Gufo, creduto morto anni prima e che si rivela essere colui che lo attaccò alle spalle a Hirata. Gufo rivela di stare cercando anch'egli il Retaggio del Drago e gli ordina di rinunciare alla sua lealtà verso Kuro. Se Sekiro sceglie di allearsi con Gufo, sarà costretto ad affrontare prima Emma, la cerusica di Isshin, e in seguito Isshin stesso. Una volta sconfitti, ucciderà a tradimento anche Gufo, con Kuro che si renderà conto che è stato ormai corrotto dalla sua sete di sangue, divenendo uno Shura (il che risulta nell'omonimo finale). Se si sceglie però di rimanere fedeli a Kuro, Sekiro affronta e uccide Gufo. Sekiro entra quindi nel Regno Celeste per recuperare l'ultimo materiale necessario per il rituale. Ritornato ad Ashina, scopre che Isshin è deceduto a causa della malattia e che il castello è sotto attacco da parte del Governo centrale. Sekiro riesce infine a trovare Kuro, sotto attacco da parte di Genichiro, che lo sfida nuovamente e viene ancora una volta sconfitto. Capendo che Ashina è ormai perduta, Genichiro gioca la sua ultima carta avvalendosi di un rituale per resuscitare un Isshin in gioventù perché possa rianimare il clan, pagando però con la sua stessa vita. Pur non concordando con i metodi e l'idea di Genichiro, Isshin si scontra comunque con Sekiro per onorare l'ultimo desiderio del nipote.
Una volta sconfitto Isshin, si aprono tre diversi finali. Effettuare la Recisione Immortale risulta nell'omonimo finale, dove il Retaggio del Drago viene rimosso perennemente al prezzo però della vita di Kuro. Sekiro si ritira quindi, come lo Scultore prima di lui, a vivere i suoi ultimi anni in solitudine scolpendo statuette di Buddha. Se si aveva in precedenza lavorato con Emma per trovare un metodo alternativo di recidere l'immortalità sarà possibile ottenere il finale "Purificazione", nel quale Sekiro si sacrifica al posto di Kuro. L'ultimo finale, "Il drago torna a casa", può essere ottenuto seguendo la storia e collaborando con un particolare personaggio noto come Figlia celeste delle Acque del Ristoro; in questo finale, il corpo di Kuro muore, ma il suo spirito risiede all'interno della Figlia celeste, che intraprende quindi un viaggio insieme a Sekiro per restituire il Retaggio del Drago al suo luogo d'origine.

## Modalità di gioco
Sekiro: Shadows Die Twice è un videogioco di avventura dinamica in terza persona. Sebbene sia paragonabile alla serie Souls, il gioco non presenta gli elementi tipici di un GdR, come la creazione di un personaggio, miglioramenti dell'equipaggiamento, oltre a non avere elementi multiplayer. Il gioco presenta elementi stealth, consentendo ai giocatori di uccidere immediatamente i nemici. Inoltre, il personaggio del giocatore ha la possibilità di utilizzare diversi strumenti per i combattimenti e l'esplorazione, come per esempio un rampino e varie armi nascoste nel braccio protesico, come un'ascia e gli shuriken. Nel caso in cui il personaggio dovesse morire, i giocatori avranno la possibilità di risorgere sul posto in determinate condizioni invece di avere un respawn in punti precedenti.

## Personaggi
- Sekiro: il protagonista del gioco, un orfano cresciuto nelle arti degli shinobi dal famoso ninja Gufo, considerato poi da Lupo suo padre. Estremamente taciturno, non rivela mai a nessuno la sua identità. Le sue abilità nelle arti ninja sono superbe, pari se non superiori a quelle di suo padre. La perdita del suo braccio sinistro gli permetterà di entrare in possesso di uno speciale braccio protesico che aumenterà di gran lunga le sue abilità. Essendo legato al potere dell'erede del sangue di drago, Lupo non può essere ucciso in combattimento, e ritornerà sempre in vita (ogni volta che resuscita però il mal di drago contagia tutti coloro che sono venuti a contatto con lui). L'incontro con il "Tengu degli Ashina" è importante in quanto è il Tengu stesso a ribattezzarlo con il nome "Sekiro", definito come il "lupo con una zanna sola".
- Kuro, l'erede divino: unico discendente vivente della famiglia Hirata, attuale detentore del potere del sangue di drago. Formando un patto, può avere a sua disposizione un servitore dotato del potere dell'immortalità (in questo caso proprio Lupo). Grazie al suo retaggio divino, non può essere ferito facilmente (tutte le sue ferite non sanguinano). Molti bramano il potere del sangue di Kuro, ma l'erede divino, essendo sicuro che il potere della resurrezione corrompa le persone è determinato nel distruggere il retaggio del sangue del drago, anche se ciò potrebbe costargli la vita.
- Gufo: Famosissimo shinobi, insegna a Lupo la via degli shinobi e instaura in lui il codice di ferro. Muore due anni prima dell'inizio del gioco nella tenuta Hirata per un assalto da parte di banditi (che si scoprirà successivamente essere stati assoldati da lui stesso). La sua morte è però una messinscena: ritorna in cima al castello Ashina con l'obiettivo di rapire Kuro e ottenere il potere del sangue di Drago.
- Scultore: uno scultore di Buddha di legno situato in un tempio abbandonato. Mette al sicuro Lupo dopo lo scontro con Genichiro, e gli dona la protesi Shinobi, che modificherà a seconda degli strumenti che gli si possono offrire. Si scoprirà poi che è un ex-Shinobi arrivato molto vicino a trasformarsi in Shura, se non fosse stato per l'intervento di Isshin Ashina. Da allora cerca di trattenere la sua sete di sangue e rabbia scolpendo statue di Buddha di legno (non riuscendoci però, poiché tutte le statue hanno un volto irato). Verso la fine del gioco non riuscirà più a contenere la sua rabbia e si trascina sul campo di battaglia, trasformandosi nel demone dell'odio.
- Emma: come Lupo, anche lei è un'orfana rinvenuta sul campo di battaglia. Viene adottata da Dogen, un famoso cerusico che le insegna tutte le sue conoscenze mediche. Per ordine di Isshin, aiuta Lupo nella sua avventura con le sue abilità in medicina. Sebbene non apprezzi combattere, i suoi movimenti eleganti e fluidi la rendono temibile nell'arte della spada.
- Genichiro Ashina: generale supremo delle armate del clan Ashina. Un samurai che ama profondamente il suo clan, e per proteggerlo è disposto a ricorrere a qualsiasi mezzo. È estremamente abile nell'arte della spada, e inoltre avendo padroneggiato l'arte eretica 'fulmine di Tomoe' è in grado di richiamare sulla sua lama saette dal cielo. Avendo bevuto le acque concentrate del ristoro, è in grado di tornare in vita proprio come Lupo, ma sembra che l'uso di tale potere gli costerà la sua stessa umanità.
- Isshin Ashina: Capo del clan Ashina, nonché maestro dell’omonimo stile, è un guerriero formidabile e la sua abilità con la spada è temuta da tutti tanto da essere soprannominato “santo della spada”. Sebbene invecchiato, è ancora in grado di combattere ferocemente. Condivide con Kuro il pensiero di come il potere della resurrezione corrompa le persone, quindi aiuterà l'erede divino e il suo servitore Lupo nell'impresa della recisione immortale. Per eliminare i nemici del suo clan, si traveste in un guerriero mascherato conosciuto come il Tengu di Ashina. Sarà proprio lui a chiamare Lupo 'Sekiro'.
- Fanciulla delle acque del ristoro: ragazzina la quale è stata sottoposta a esperimenti dai monaci del tempio Senpou per ricreare il potere dell'erede del sangue di drago. Lei è l'unica bambina che riesce a ottenere tale potere, mentre tutte le altre cavie sono invece morte. Sarà lei a donare a Lupo la lama mortale, l'arma che 'uccide coloro che non possono essere uccisi'.
- Hanbei: misterioso guerriero presente poco distante dal tempio dello scultore. È un 'senza morte', o 'posseduto' ovvero un essere che non può essere ucciso. Si offre come partner di allenamento per Lupo. Su sua stessa richiesta, potrà infine essere ucciso dalla lama mortale.

## Doppiaggio
| Personaggio           | Giapponese       | Inglese         | Italiano           |
| --------------------- | ---------------- | --------------- | ------------------ |
| Sekiro                | Daisuke Namikawa | Noshir Dalal    | Diego Baldoin      |
| Kuro, l'Erede Divino  | Miyuki Sato      | Amber Hood      | Fabrizia Albertoni |
| Gufo                  | Takaya Hashi     | Darin De Paul   | Pietro Ubaldi      |
| Scultore              | Jin Urayama      | Brian Cummings  | Stefano Albertini  |
| Emma la cerusica      | Shizuka Itō      | Stephanie Sheh  | Martina Felli      |
| Genichiro Ashina      | Kenjirō Tsuda    | Ray Chase       | Claudio Moneta     |
| Isshin Ashina         | Tetsuo Kanao     | André Sogliuzzo | Marco Balzarotti   |
| Fanciulla celeste     | Risa Shimizu     | Amber Hood      | Giulia Bersani     |
| Hanbei il senza-morte | Ikkyu Juku       | Brock Powell    | Mario Zucca        |
| Falena                | Tomoko Miyadera  | Cindy Robinson  | Elisabetta Cesone  |

## Accoglienza
| Testata                          | Versione      | Giudizio |
| -------------------------------- | ------------- | -------- |
| Metacritic (media al 23-12-2022) | PC            | 88/100   |
| Metacritic (media al 23-12-2022) | PS4           | 90/100   |
| Metacritic (media al 23-12-2022) | XONE          | 91/100   |
| Game Informer                    | PS4           | 9/10     |
| IGN                              | PC, PS4, XONE | 9,5/10   |
| Destructoid                      | PC, PS4, XONE | 9/10     |

Sekiro: Shadows Die Twice è "universalmente acclamato" secondo l'aggregatore di recensioni Metacritic.
| Data             | Premio                 | Categoria                  | Risultato | Fonte  |
| ---------------- | ---------------------- | -------------------------- | --------- | ------ |
| 16 novembre 2018 | Golden Joystick Awards | Gioco più atteso           | Candidato | [ 14 ] |
| 12 dicembre 2019 | The Game Awards 2019   | Game of the Year           | Vincitore |        |
| 12 dicembre 2019 | The Game Awards 2019   | Best Action/Adventure Game | Vincitore |        |
| 12 dicembre 2019 | The Game Awards 2019   | Best Game Direction        | Candidato |        |
| 12 dicembre 2019 | The Game Awards 2019   | Best Audio Design          | Candidato |        |
| 12 dicembre 2019 | The Game Awards 2019   | Best Art Direction         | Candidato |        |